# Kockengen-Montfoort
Kockengen-Montfoort was een gerecht in de huidige gemeente Stichtse Vecht.

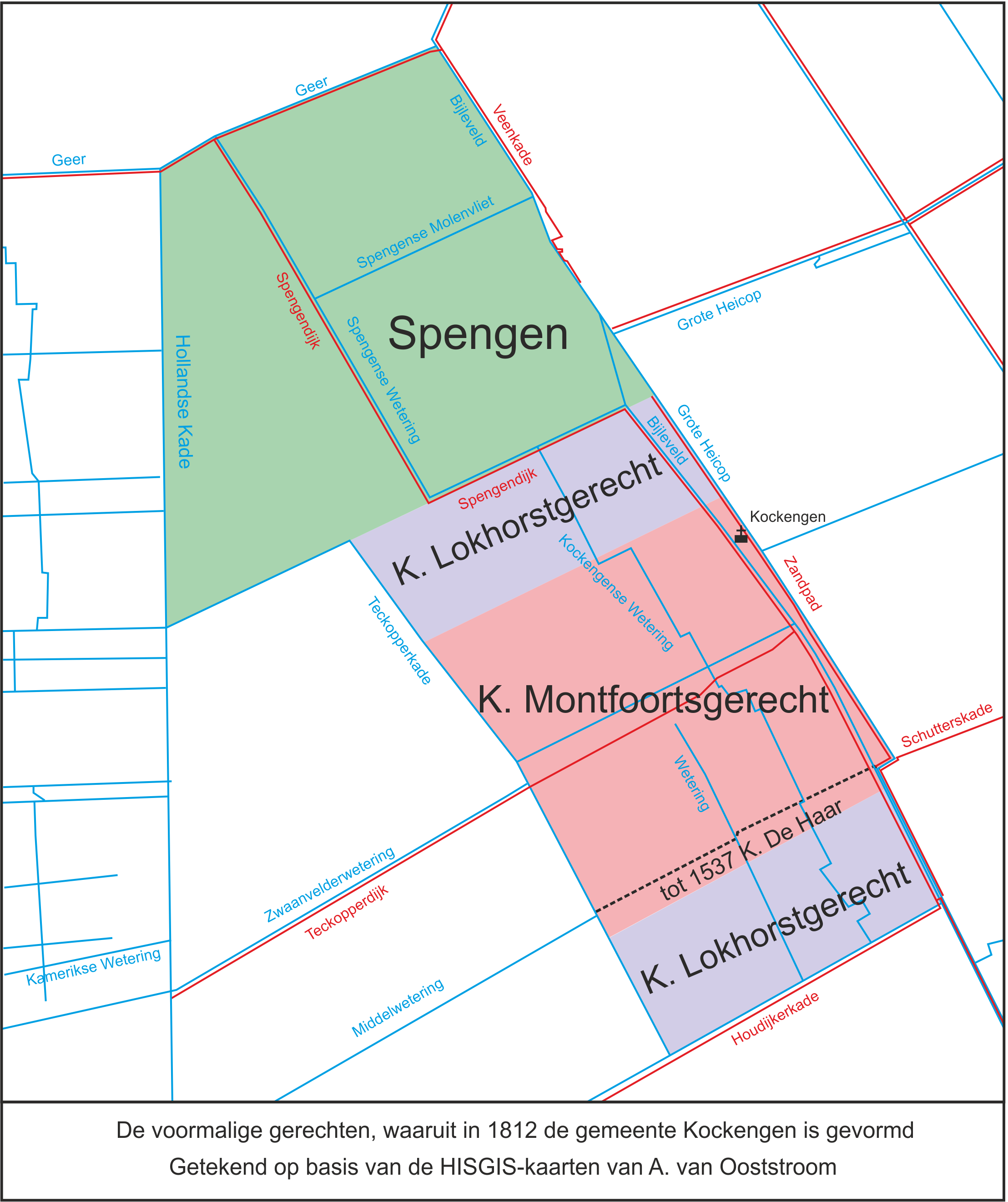

Het gebied van Kockengen-Montfoort kreeg zijn naam omdat het een bezitting was van de burggraven van Montfoort. Het had een oppervlakte van 11 hoeven.
De band met Montfoort duurde tot 1537, toen Dirk van Zuijlen van de Haar in het bezit van het gerecht kwam. Hij was al heer van Spengen en Kockengen-De Haar. Kockengen-De Haar had een oppervlakte van drie hoeven en de twee gerechten in Kockengen smolten samen. Met Spengen bestond een nauwe band. In 1715 verwierf de heer van Kockengen-Montfoort ook Kockengen-Lockhorst, waarna beide gerechten dezelfde gerechtsdienaren kregen.
In 1795 werden er zeven gerechten, waaronder Kockengen-Montfoort samengevoegd tot één gerecht Kockengen. In 1798 ontstond er een nieuwe combinatie, nu uit vier gerechten. Omdat deze combinaties niet goed functioneerden werd in 1801 de oude toestand hersteld en werd Kockengen-Montfoort dus weer zelfstandig. Op 1 januari 1812 ging Kockengen-Montfoort samen met Kockengen-Lockhorst en Spengen op in de nieuwe gemeente Kockengen.